# Lubell-Yamamoto-Meshalkinova nejednakost
Lubell-Yamamoto-Meshalkinova nejednakost, matematička nejednakost iz teorije skupova Nosi ime po matematičarima Davidu Lubellu, Levu Dmitrijeviču Mešalkinu i Koichiju Yamamotu.
- {\displaystyle A} = antilanac u {\displaystyle B_{n}}
- {\displaystyle a_{k}} broj skupova veličine {\displaystyle k} u {\displaystyle A}, za {\displaystyle k=0,1,\dots ,n=|A|}.

Tada vrijedi nejednakost
{\displaystyle \sum _{k=0}^{n}{\frac {a_{k}}{n \choose k}}\leq 1}